# Esakiopteryx
Esakiopteryx är ett släkte av fjärilar. Esakiopteryx ingår i familjen mätare.
Kladogram enligt Catalogue of Life:
| Esakiopteryx | \| \| Esakiopteryx expressata \| \| \| \| \| \| Esakiopteryx volitans \| \| \| \| |
|              | \| \| Esakiopteryx expressata \| \| \| \| \| \| Esakiopteryx volitans \| \| \| \| |
|              | Esakiopteryx expressata                                                           |
|              |                                                                                   |
|              | Esakiopteryx volitans                                                             |
|              |                                                                                   |

## Bildgalleri

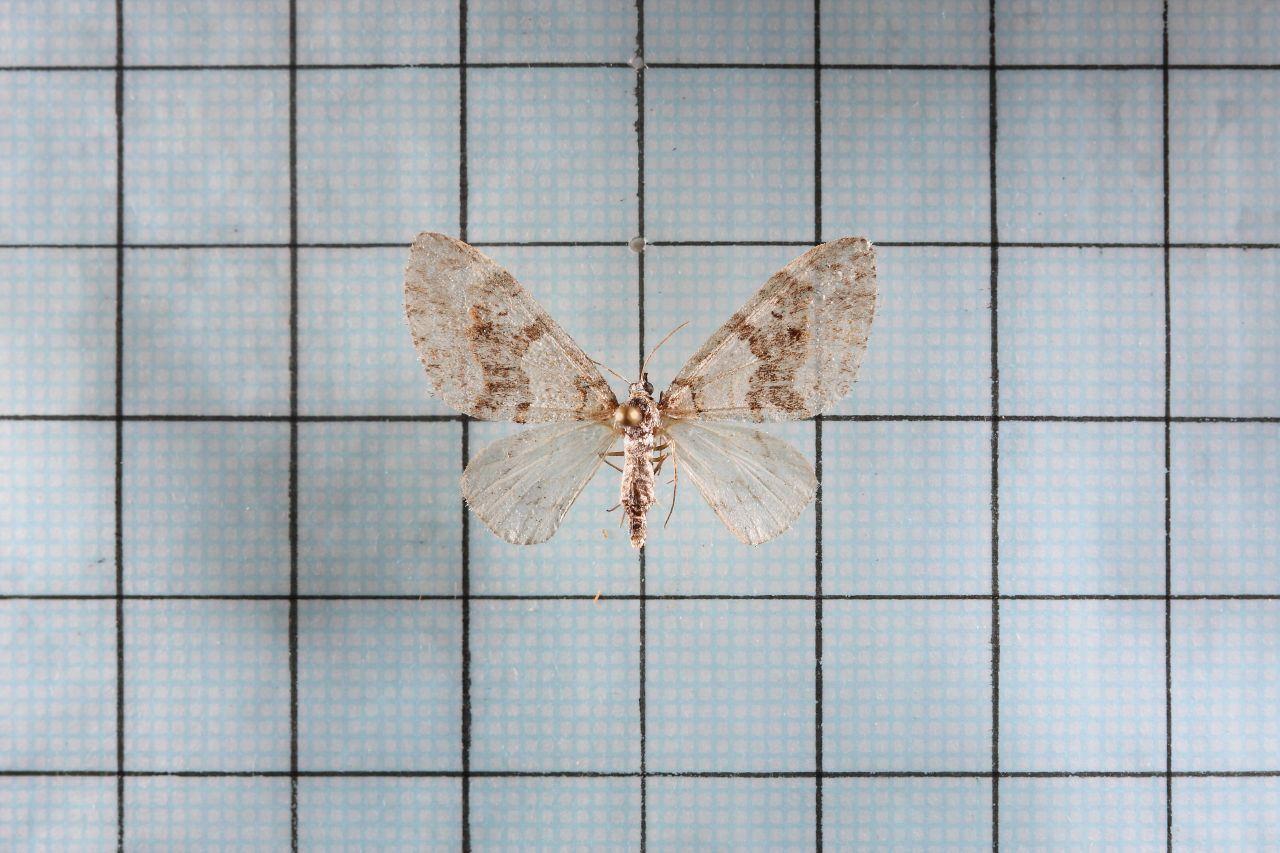